# Plouezoc'h
Plouezoc'h is een gemeente in het Franse departement Finistère, in de regio Bretagne. De plaats maakt deel uit van het arrondissement Morlaix. Plouezoc'h telde op 1 januari 2022 1.640 inwoners.

## Geografie
De oppervlakte van Plouezoc'h bedroeg op 1 januari 2022 15,83 vierkante kilometer; de bevolkingsdichtheid was toen 103,6 inwoners per km².

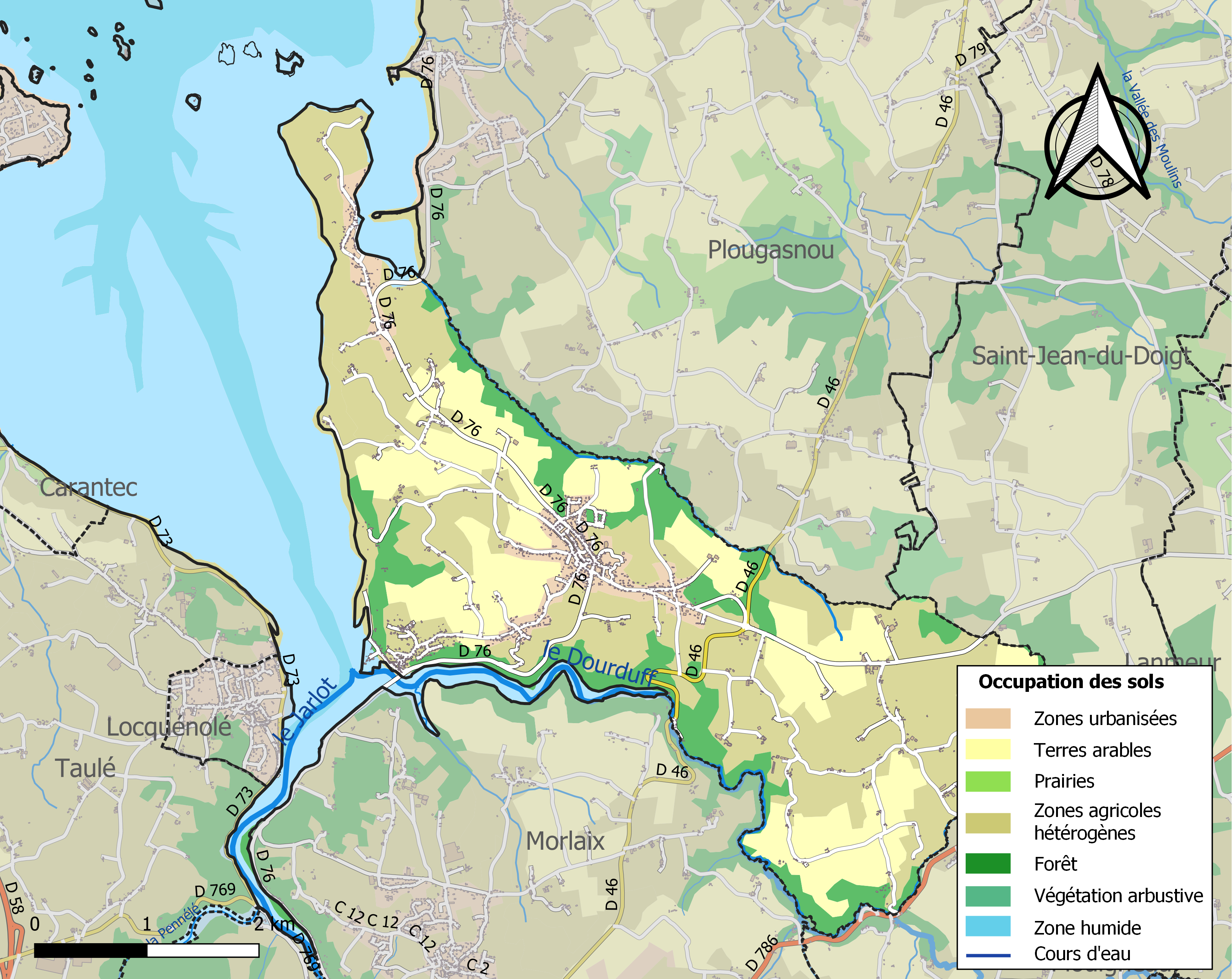
Kaart van de gemeente met belangrijkste infrastructuur, bodemgebruik en omliggende gemeenten

## Demografie
Onderstaande figuur toont het verloop van het inwonertal (bron: INSEE-tellingen).

## Bezienswaardigheden
In het gehucht Barnenez ligt de Cairn van Barnenez, een megalithisch monument uit het neolithicum.  